# Myrcia majaguitana
Myrcia majaguitana är en myrtenväxtart som beskrevs av Brother Alain och M.M.Mejia. Myrcia majaguitana ingår i släktet Myrcia och familjen myrtenväxter. Inga underarter finns listade i Catalogue of Life.